# Vzpírání na Letních olympijských hrách 2008 – ženy nad 75 kg
Vzpěračky nad 75 kg v sobotu 16. srpna uzavřely ženské soutěže ve vzpírání na Letních olympijských hrách 2008. V kategorii startovalo celkem 11 vzpěraček z 10 zemí, soutěž jich nakonec úspěšně dokončilo 10 z nich. Olympijské zlato při absenci Číňanky Mu Šuang-šuang bezkonkurečně vyhrála úřadující mistryně světa Džang Mi-ran z Jižní Koreje. Soutěž vyhrála s nevídaným náskokem 49 kg a svými šesti platnými pokusy navíc ustanovila novou kompletní sadu světových rekordů. Druhé místo si ohlídala mistryně Evropy a nejtěžší žena na startu Olha Korobková z Ukrajiny. Z napínavého souboje o bronzovou medaili nakonec vzešla vítězně Kazaška Marija Grabovecká.
Obě závodnice, které útočily na bronz Grabovecké, se nakonec medailí dočkaly po roce 2016, kdy po reanalýze kontrolních vzorků byly v důsledku porušení antidopingových pravidel diskvalifikovány Ukrajinka Korobková i Kazaška Grabovecká. Samoánka Elle Opelogeová, která smolně nezafixováním činky ve výrazu při svém posledním pokusu v nadhozu přišla o cenný kov, nakonec o 8 let později přece jen otevřela samojský olympijský účet ziskem stříbrné medaile. Bronzovou medaili vybojovala Maryam Usmanová z Nigérie.

## Program
Pozn.: Pekingského času (UTC+8)
| Datum                  | Čas         | Skupina |
| ---------------------- | ----------- | ------- |
| Sobota, 16. srpna 2008 | 19:00–21:00 | A       |

## Přehled rekordů
Pozn.: Platné před začátkem soutěže
| Druh rekordu              | Disciplína | Držitelka         | Výkon  |
| ------------------------- | ---------- | ----------------- | ------ |
| Světové rekordy           | Trh        | Mu Šuang-šuang    | 139 kg |
| Světové rekordy           | Nadhoz     | Tchang Kung-chung | 182 kg |
| Světové rekordy           | Dvojboj    | Mu Šuang-šuang    | 319 kg |
| Olympijské rekordy        | Trh        | Ting Mej-jüan     | 135 kg |
| Olympijské rekordy        | Nadhoz     | Tchang Kung-chung | 182 kg |
| Olympijské rekordy        | Dvojboj    | Tchang Kung-chung | 305 kg |
| Světové juniorské rekordy | Trh        | Agata Wróbelová   | 132 kg |
| Světové juniorské rekordy | Nadhoz     | Sun Tan           | 168 kg |
| Světové juniorské rekordy | Dvojboj    | Agata Wróbelová   | 295 kg |

## Startovní listina
| Poř.                        | Závodnice           | Stát                   | Těl. hm. [kg] |       | Trh [kg] | Trh [kg] | Trh [kg] |       | Nadhoz [kg] | Nadhoz [kg] | Nadhoz [kg] |  | Výsledek [kg] |
| --------------------------- | ------------------- | ---------------------- | ------------- | ----- | -------- | -------- | -------- | ----- | ----------- | ----------- | ----------- |  | ------------- |
| Poř.                        | Závodnice           | Stát                   | Těl. hm. [kg] | 1. p. | 2. p.    | 3. p.    | 1. p.    | 2. p. | 3. p.       |             |             |  | Výsledek [kg] |
| Zlatá olympijská medaile    | Džang Mi-ran        | Jižní Korea            | 116,75        |       | 130      | 136      | 140      |       | 175         | 183         | 186         |  | 326           |
|                             | Olha Korobková      | Ukrajina               | 166,97        |       | 120      | 124      | 127      |       | 150         | 153         | ---         |  | 277           |
|                             | Marija Grabovecká   | Kazachstán             | 112,93        |       | 115      | 115      | 120      |       | 145         | 150         | 150         |  | 270           |
| Stříbrná olympijská medaile | Ele Opelogeová      | Samoa                  | 123,89        |       | 113      | 116      | 119      |       | 145         | 150         | 152         |  | 269           |
| Bronzová olympijská medaile | Maryam Usmanová     | Nigérie                | 115,30        |       | 115      | 115      | 120      |       | 145         | 150         | 156         |  | 265           |
| 4.                          | Cheryl Haworthová   | Spojené státy americké | 136,29        |       | 112      | 115      | 118      |       | 140         | 144         | 150         |  | 259           |
| 5.                          | Julija Dovhalová    | Ukrajina               | 96,05         |       | 114      | 114      | 118      |       | 140         | 140         | 147         |  | 258           |
| 6.                          | Deborah Lovelyová   | Austrálie              | 94,19         |       | 109      | 113      | 115      |       | 135         | 135         | 140         |  | 248           |
| 7.                          | Viktoria Mavriduová | Řecko                  | 102,15        |       | 100      | 105      | 110      |       | 121         | 126         | 128         |  | 231           |
| 8.                          | Cristina Cornejová  | Peru                   | 117,50        |       | 93       | 97       | 99       |       | 123         | 128         | 139         |  | 225           |
|                             | Eva María Dimasová  | Salvador               | 86,85         |       | 100      | 105      | 105      |       | 125         | 127         | 127         |  |               |

## Nově stanovené rekordy
| Druh rekordu       | Disciplína | Držitelka    | Výkon  |
| ------------------ | ---------- | ------------ | ------ |
| Světové rekordy    | Trh        | Džang Mi-ran | 140 kg |
| Světové rekordy    | Nadhoz     | Džang Mi-ran | 186 kg |
| Světové rekordy    | Dvojboj    | Džang Mi-ran | 326 kg |
| Olympijské rekordy | Trh        | Džang Mi-ran | 140 kg |
| Olympijské rekordy | Nadhoz     | Džang Mi-ran | 186 kg |
| Olympijské rekordy | Dvojboj    | Džang Mi-ran | 326 kg |